# Конгресс новых правых
Конгресс новых правых (пол. Kongres Nowej Prawicy, Nowa Prawica или KNP) — экономически либертарианская, социально консервативная и евроскептическая политическая партия в Польше. Партия была основана 25 марта 2011 года Янушем Корвином-Микке в результате слияния организации «Свобода и законность» (WiP) с несколькими членами Союза реальной политики (UPR). Бывший лидер Корвин-Микке был исключен из партии в 2015 году. Партия приняла официальное название Конгресс новых правых 12 мая 2011 года.

## История
Политическая организация KNP была основана сторонниками лидера Свободы и законности Януша Корвина-Микке, занявшего четвертое место на президентских выборах 2010 года в Польше, набрав 2,5 % голосов (более 400 000). Воспользовавшись его растущей популярностью, 9 октября 2010 года группа политических активистов, происходящих из бывшей партии Януша Корвина-Микке, Союза реальной политики и Свободы и законности (распущена тремя днями ранее), собралась вместе, чтобы сформировать новую партию: «Союз реальной политики — свобода и законность». Новая партия приняла участие в местных выборах в Польше в 2010 году в лице комиссара Томаша Зоммера. Комиссия выдвинула кандидатов в тринадцати воеводствах. «Конгресс новых правых» сравнял результаты своего лидера в двух воеводствах, Малопольском (2,69 %) и Мазовецком (2,32 %). По общему количеству голосов по стране партия завершила выборы на седьмом месте. У комитета были кандидаты на пост мэра некоторых крупных городов Польши на тех же выборах 2010 года. Януш Корвин-Микке занял четвертоё место на выборах мэра Варшавы, набрав 3,90 % голосов. Впоследствии, новая партия, Конгресс новых правых, была основана 25 марта 2011 года, на следующий день после того, как «Союз реальной политики — свобода и законность» прекратил своё существование.

## Активность
Первое собрание новой партии состоялось 16 апреля 2011 года во Дворце культуры и науки. На встрече присутствовало более 2000 сторонников, в том числе такие известные люди, как Кшиштоф Рыбиньски, Анджей Соснеж, Кшиштоф Босак, Ромуальд Шереметьев, Станислав Михалкевич или Томаш Соммер. Месяц спустя 12 апреля 2011 года «Конгресс новых правых» был официально признан новым названием партии.
Конгресс зарегистрировал избирательную комиссию под названием «Nowa Prawica — Janusz Korwin Mikke» для предстоящих парламентских выборов 2011 года. Национальная избирательная комиссия («Państwowa Komisja Wyborcza», PKW) приняла партию в 21 из 41 избирательного округа, отказав Конгрессу в включении в список остальных на том основании, что они не предоставили «список сторонников» вовремя. Решение было воспринято как спорное. PKW отказалось представить мотивы отказа, несмотря на конституционное обязательство сделать это. Этот шаг фактически лишил Конгресс новых правых доступа к польскому парламенту, поскольку он фактически должен был получить вдвое больше голосов, чем конституционный порог в пять процентов, чтобы быть избранным в польский парламент. Партия не могла выдвигать кандидатов в большинстве крупнейших городов Польши, включая Варшаву, где Янушу Корвину-Микке было отказано в регистрации. Представители других партий (UPR, LPR и др.) были внесены в списки Конгресса новых правых. На выборах в польский сенат партии разрешили выдвинуть кандидатов в 10 из 100 избирательных округов (количество избирательных округов различается для польского парламента и польского сената). Выборы были катастрофическими для партии, поскольку она получила всего 1,06 % голосов (151 837), что поставило ее на седьмое место. Таким образом, ни один из кандидатов партии не прошел в Сенат.
9 января 2013 года была официально основана Молодежная секция KNP. Доступ предоставляется как молодым людям, так и тем, кто не достиг совершеннолетия (18).
В 2015 году лидер партии Януш Корвин-Микке вместе с депутатом партии Пшемыславом Виплером и депутатом Европарламента Робертом Ивашкевичем разделились на «Корвин», лидером которой стал Януш Корвин-Микке.
На парламентских выборах 2015 года KNP баллотировалась в Сейм по спискам Кукиз’15, получив 1 депутата.

## Цели и позиции по вопросам
- KNP против вмешательства в нынешнюю избирательную систему. Она призывает к принятию новой либертарианской конституции, сокращению размера польского парламента и формированию Государственного совета, который заменит парламент в качестве законодательной ветви власти. KNP также выступает за большую региональную автономию[5].
- Основными приоритетами партии являются снижение налогов (включая отмену подоходного налога) и сокращение государственного долга за счёт сокращения социальных программ и обеспечения процветания экономики[6].
- KNP выступает за декриминализацию употребления и производства всех наркотиков[7].
- KNP выступает за создание президентской республики вместо нынешней парламентской.
- KNP выступает против однополых браков[7].
- Партия выступает за восстановление смертной казни.[10]
- Партия выступает за выход Польши из Европейского Союза, а также хочет сохранить польский злотый и сделать его валютой, основанной на золоте.
- KNP — пролайф партия и выступает за аборты только в случае риска для жизни матери.
- Конгресс новых правых поддерживает официальную позицию России по вооружённому конфликту на юго-востоке Украины и по Аннексии Крыма Российской Федерацией[8][9].

## Результаты выборов

### Сейм
| Год выборов | # голосов | % голосов | # от общего количества выигранных мест | +/- |
| ----------- | --------- | --------- | -------------------------------------- | --- |
| 2011        | 151 837   | 1,1       | 0 из 460                               |     |
| 2015        | 4852      | 0,03      | 1 из 460                               |     |

### Сенат
| Год выборов | # от общего количества выигранных мест | +/- |
| ----------- | -------------------------------------- | --- |
| 2011        | 0 из 100                               |     |
| 2015        | 0 из 100                               | ▬   |

### Президентские
| Год выборов | Кандидат         | 1-й тур                   | 1-й тур                   | 2-й тур                   | 2-й тур                   |
| Год выборов | Кандидат         | # от общего числа голосов | % от общего числа голосов | # от общего числа голосов | % от общего числа голосов |
| ----------- | ---------------- | ------------------------- | ------------------------- | ------------------------- | ------------------------- |
| 2015        | Яцек Вилк        | 68 186                    | 0,5 (#10)                 |                           |                           |
| 2020        | Станислав Жултек | 45 419                    | 0,23 (#7)                 |                           |                           |

### Воеводские сеймики
| Год выборов | % голосов | Количество выигранных мест | +/- |
| ----------- | --------- | -------------------------- | --- |
| 2014        | 3,89      | 0 из 555                   |     |

### Европейский парламент
| Год выборов | # голосов | % голосов | Количество выигранных мест | +/- |
| ----------- | --------- | --------- | -------------------------- | --- |
| 2014        | 505 586   | 7,15      | 4 из 51                    |     |
| 2019        | 7900      | 0,06      | 0 из 51                    | ▼4  |